# Pa assaonat

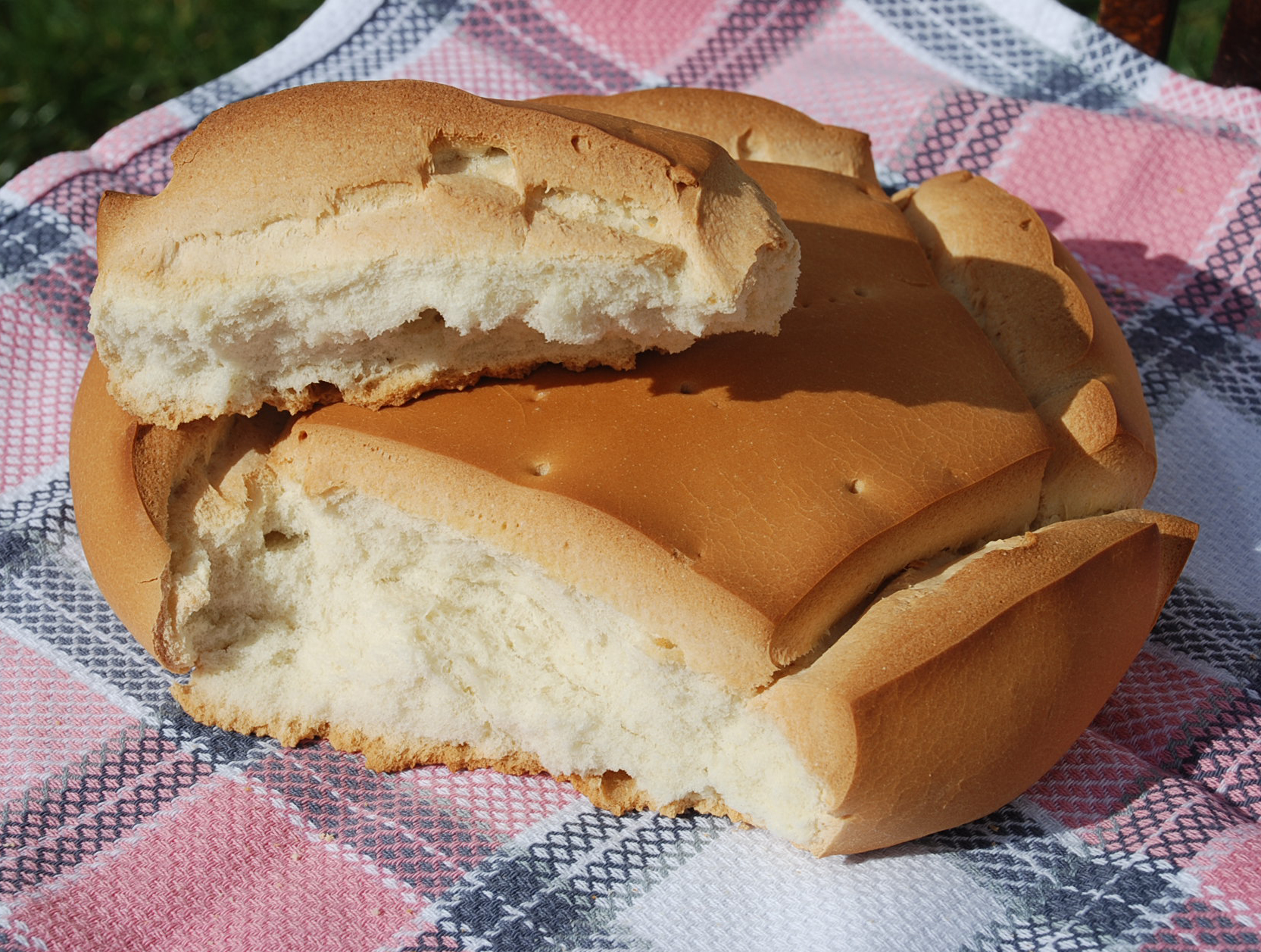
La particularitat d'aquest pa es la seva molla atapeïda.

El pa assaonat (nom valencià) o pa de molla dura (nom tècnic) és un tipus de pa blanc de blat que, a diferència dels pans de flama, es fa amb una pasta dura (de poca hidratació i compacta). Es pot trobar en molts formats diferents (barra, rodó, rosca, etc.) i té molta tradició en algunes regions d'Itàlia i parts de la península ibèrica, especialment a Castella i Andalusia. Es caracteritza per una molla atapeïda i una crosta dura i daurada.
Al País Valencià, el pa assaonat es consumeix a ciutats i pobles de les tres províncies. També es troba amb els noms de pa bregat, pa candial, pa sobat, pa de pasta dura, pa espanyol, pa de màquina o pa amasserat. Als països catalans, però, no tenen en general gaire tradició.

## Elaboració
L'elaboració és diferent de la del pa comú i no permet mecanitzar totalment el procés; de fet, la seva producció és principalment artesanal. Es considera una elaboració difícil per als forners novells.
Per formar la pasta, es barreja la farina amb aigua molt freda, en una proporció del 40-45% d'aigua respecte a la quantitat de farina. Per aquest motiu, es considera un pa de baixa hidratació. S'hi pot afegir un preferment tipus biga.

### Assaonament
La principal diferència d'aquest pa és que no es pasta, sinó que es refina. També s'anomena bregar o sobar la pasta. El assaonament és una tècnica que consisteix a estirar i doblegar la pasta successives vegades amb un corró o una màquina de cilindres (pastadora). D'aquesta manera, els seus components es van comprimint o premsant, a mesura que la pasta expulsa les partícules de gas. El procés pot allargar-se fins als 15-20 minuts, fet que equival a una intensa força física. Se sap que la pasta està llesta quan comença a «llufar-se», és a dir, a expulsar les bombolles de gas. Es produeix una pasta de tacte sedós, molt llisa i cohesionada, amb una textura similar a l'argila.

### Grenyat i modelatge
Els pans de baixa hidratació necessiten uns talls més profunds per permetre una millor evaporació durant la cocció. És comú que els grenys del pa assaonat estiguin arranjats amb dibuixos de tot tipus, i fins i tot donar-li formes curioses com la coppia ferrarese, ja que la duresa de la pasta permet una gran mal·leabilitat. Per aquest motiu, també se li solen aplicar estampes o segells. Sovint, la pasta es punxa diverses vegades amb una agulla saquera, fet que ajuda a la seva cocció. Aquest procés s'ha d'executar just després de l'assaonament, abans que la pasta comenci a fermentar.

Grenys per a un pa assaonat.

### Llevat
A diferència d'altres pans, el pa assaonat fermenta una única vegada, mai dues. Així s'evita que desenvolupi alvèols a la molla; l'objectiu és precisament aconseguir una molla atapeïda. Per fer-lo llevar, es tapa i es deixa fermentar durant poc menys d'una hora, segons el pes i la temperatura ambient.

### Cocció
Es cou a uns 200°C durant 30 a 40 minuts, segons el pes del pa o dels pans.

## Varietats
Espanya
- Barra Fabiola, Palència
- Lechuguino, Valladolid
- Libreta, Castella i Lleó
- Pan de canteros, Medina del Campo

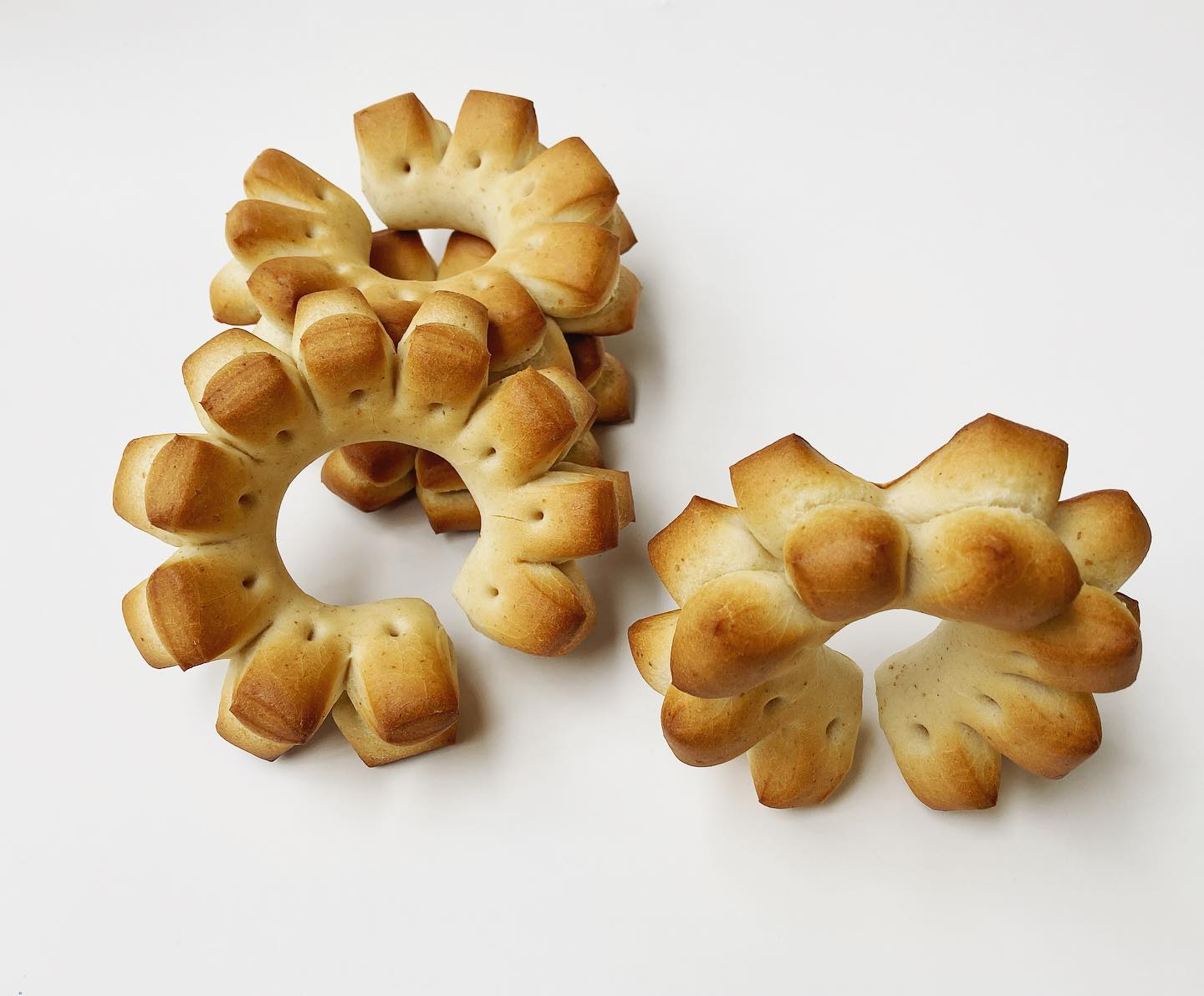
Bisalts de Calatauit, Aragó.

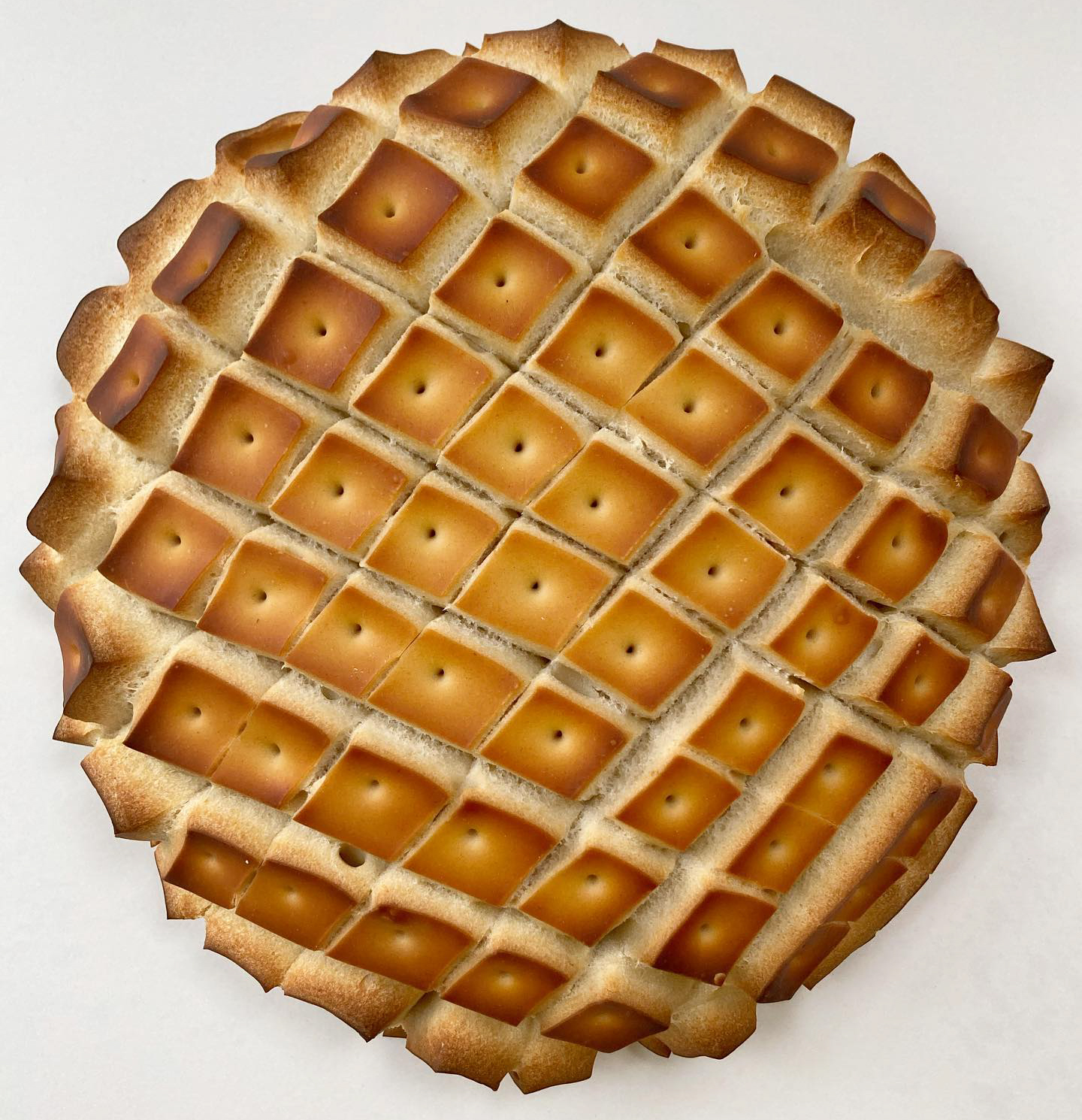
Pan de cuadros

- Pan de curruscos o de rescaños, Salamanca
- Piña o picaíto, Castella i Andalusia
- Rosca candeal, Castella
- Pan de cantos o cuarterón, Castella
- Pan de cruz, Ciutat Reial
- Bollo, Sevilla
- Telera, Còrdova
- Bisalto, Aragó
- Pan macerado, Saragossa
- Pan sobado con anís, Canàries
- Pa assaonat, València
- Pa de brundells, Menorca[11]
- Panchón, Astúries

França
- Pain brié o pain de chapître, Normandia

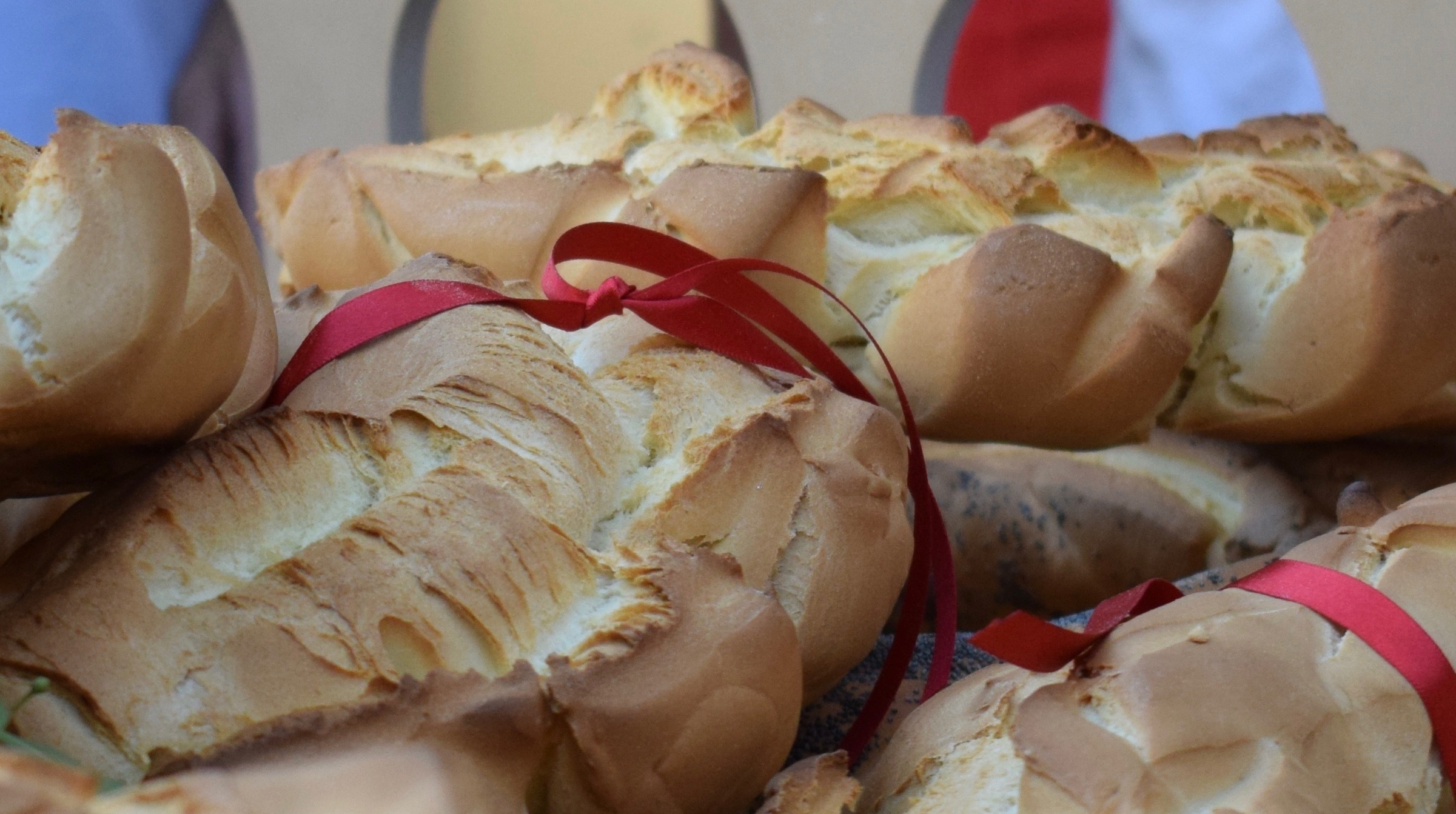
Cuddure o pane casereccio siracusano

Itàlia (en italià, pani di pasta dura)
- Coccoi a pitzus, Sardenya
- Coppia ferrarese, Emília-Romanya
- Barilino, Emília-Romanya
- Grissia monferrina, Emília-Romanya
- Baule mantovano, Piemont
- U pani ri casa, Sicília
- Cucciddatu di Carrozza, Sicília

Portugal (en portuguès, pão sovado)
- Pão espanhol, Guarda
- Regueifa o regueifinha, Regió del Nord
- Pão roda, Beira Alta
- Pão de calo, Alentejo i Algarve
- Roca o espanhola, Porto
- Cacete, Regió del Nord

## El pa assaonat a la cultura
Els pans assaonats s'esmenten en algunes dites valencianes com ara:
- «Blat comprat, ni coques, ni rotllos, ni pa assaonat».[12]
- «No sempre està el forn per a pa assaonat.[13]